# Bandera de Croacia
La bandera de Croacia consiste en tres franjas horizontales de igual tamaño de color rojo, blanco y azul. En el medio se encuentra el escudo de armas de Croacia. 
La bandera está en vigencia desde el 26 de diciembre de 1990, diez meses antes de su independencia. Mientras Croacia era parte de la República Federal Socialista de Yugoslavia, la bandera era similar, pero tenía una estrella roja de cinco puntas con borde amarillo en lugar del escudo de armas, y las franjas azul y roja al revés.

## Otras banderas

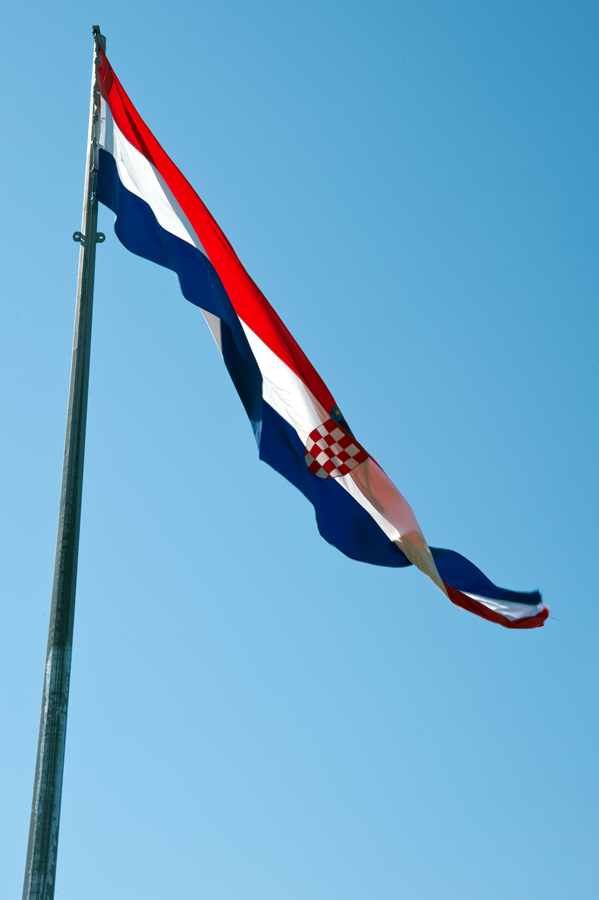
Bandera croata en la Fortaleza de Knin

Bandera de la Marina mercante. Proporción: 2:3
Bandera de la Armada. Proporción: 2:3
Pabellón de proa Proporción: 2:3
Estandarte del Presidente de Croacia. Proporción: 1:1

## Banderas históricas

Bandera del Reino de Croacia (c. 925 )
Bandera del Reino de Croacia-Eslavonia dentro del Imperio austrohúngaro (1868-1918)
Bandera de la Banovina de Croacia dentro del Reino de Yugoslavia (1939-1941)
Bandera del Estado Independiente de Croacia (1941-1945)
Bandera de guerra del Estado Independiente de Croacia (1941-1945)
Bandera naval del Estado Independiente de Croacia, en 1944
Bandera de Croacia dentro de la República Democrática Federal de Yugoslavia (1945-1946)
Bandera de la República Socialista de Croacia integrada en la República Federal Socialista de Yugoslavia (1945-1990)
Bandera de Croacia dentro de Yugoslavia (25 de julio - 21 de diciembre de 1990)
Bandera de la República Croata de Herzeg-Bosnia (1992-1994) en el territorio de Bosnia y Herzegovina

## Banderas similares

Bandera de Paraguay
Bandera de Países Bajos
Bandera de Luxemburgo
Bandera de Serbia y Montenegro (anteriormente la bandera de Yugoslavia)